# Alfred Brendel
Alfred Brendel (Loučná nad Desnou, Checoslovaquia, 5 de enero de 1931-Londres, 17 de junio de 2025) fue un pianista, poeta y escritor austriaco.

## Biografía
Alfred Brendel nació el 5 de enero de 1931 en Vízmberk en Checoslovaquia, actuales Loučná nad Desnou y República Checa, respectivamente, en una familia no vinculada a la música. Cuando tenía 6 años se trasladó a Zagreb y más tarde a Graz, donde vivió durante la Segunda Guerra Mundial, hacia el final de la cual, cuando tenía 14 años de edad, fue enviado a Yugoslavia a cavar trincheras. Sin embargo, sufrió congelamiento y tuvo que ser llevado a un hospital. A lo largo de su infancia, recibió ocasionalmente lecciones de piano, pero de manera poco formal.
Después de la Guerra, Brendel compuso algunas obras musicales y continuó tocando el piano y dedicándose a la pintura. Sin embargo, nunca recibió lecciones de piano más formales y aunque asistió a clases con Edwin Fischer y Eduard Steuermann, fue en gran medida autodidacta.
Brendel dio su primer recital de piano en Graz cuando tenía 17 años. Lo llamó "La fuga en la literatura para piano", que incluía fugas de Johann Sebastian Bach, Johannes Brahms y Franz Liszt, así como algunas de las composiciones propias de Brendel. En 1949 ganó el cuarto premio en el Concurso Internacional de Piano Ferruccio Busoni en Bolzano (Italia) y se trasladó a Viena al año siguiente. A la edad de 21 años, grabó su primer disco con el Concierto para piano n.º 5 de Serguéi Prokófiev. Realizó una serie de grabaciones, en las que se incluyen las 32 sonatas para piano de Ludwig van Beethoven (una para Vox Records y dos para Philips Records). Fue el primer intérprete en completar la grabación de los solos para piano de Beethoven. También grabó obras de Franz Liszt, Brahms (incluidos sus conciertos), Robert Schumann y Franz Schubert. A diferencia de prácticamente todos los pianistas clásicos, realizó muy pocas grabaciones de obras de Frédéric Chopin, excepto sus Polonesas.
Brendel había grabado frecuentemente para la compañía Vox, en particular su primer conjunto de sonatas de Beethoven, pero obtuvo un importante contrato de grabación en exclusiva en la década de 1970, sin poder interpretar obras fuera de Austria. Su ruptura se produjo después de un recital de obras de Beethoven en el Queen Elizabeth Hall en Londres, el día después de que tres importantes sellos discográficos llamaran a su agente. Por la misma época se trasladó a Hampstead, Londres, donde residió hasta el final de su vida. Desde los años 70, Brendel grabó para Philips Classics Records.
Brendel trabajó con pianistas jóvenes como Paul Lewis, Till Fellner y con Kit Armstrong. Actuó en numerosos recitales de Lieder acompañando a Hermann Prey, Dietrich Fischer-Dieskau y Matthias Goerne.[cita requerida]
En noviembre de 2007 Brendel anunció su retirada después de un concierto el 18 de diciembre de 2008 en Viena, en que interpretó el Concierto N.º 9 de Wolfgang Amadeus Mozart con la Vienna Philharmonic dirigida por Sir Charles Mackerras. Su concierto final en el Carnegie Hall fue el 20 de febrero de 2008, con obras de Haydn, Mozart, Beethoven y Schubert. Desde su debut en el Carnegie Hall el 21 de enero de 1973 actuó allí en 81 ocasiones, y en 1983 fue el segundo pianista en interpretar el ciclo completo de las sonatas de Beethoven, lo que repitió en 1993 (Artur Schnabel fue el primero en 1936; después de Brendel, Maurizio Pollini tocó el ciclo en 1995/1996, y Daniel Barenboim lo hizo en 2003).[cita requerida]
Brendel se casó en dos ocasiones. Su primer matrimonio, desde 1960 a 1972, fue con Iris Heymann-Gonzala, con quien tuvo una hija llamada Doris. En 1975 Brendel contrajo matrimonio con Irene Semler, con quien tuvo tres hijos, un hijo, Adrian, que es violonchelista, con quien actuó y grabó discos y dos hijas, Katharina y Sophie. En 1989 fue nombrado Caballero Comandante de la Orden del Imperio Británico.

## Publicaciones
Brendel también fue poeta y escritor y publicó algunas de sus obras. Entre sus libros se incluyen:
- Musical Thoughts and Afterthoughts (ensayo) (1976)
- Music Sounded Out (1990)
- One Finger Too Many (poesía) (1998)
- Alfred Brendel on Music (colección de ensayos) (2001)
- Me, of All People: Alfred Brendel in Conversation with Martin Meyer (2002) (edición para el Reino Unido: The Veil of Order)
- Cursing Bagels (poesía) (2004)
- De la A a la Z de un pianista. Un libro para amantes del piano (ensayo) (2013)

## Discografía parcial
- Bach Busoni, Conc. italiano/Fant. cromatica/2 Corales arr.Busoni - Brendel, 1976 Philips
- Beethoven, Conc. p. n. 1-5/Fant. coral - Brendel/Levine/CSO/Haitink, 1977/1983 Philips
- Beethoven, Son. p. n. 1-32/Conc. p. n. 1-5 - Brendel/Haitink/LPO, 1975/1977 Decca
- Beethoven, Son. p. n. 8, 14, 15, 17, 21 - Brendel, 1970/1977 Philips
- Beethoven, Son. p. n.27-32 - Brendel, 1970/1975 Philips
- Beethoven: Bagatelles Opp.33, 119 & 126, Für Elise and Others - Alfred Brendel, 1997 Philips
- Beethoven, Var. Diabelli - Brendel, 1988 Philips
- Liszt, Années de pèlerinage I-III - Brendel/Kocsis, 1986 Philips
- Liszt, Son. pf./Funérailles/Nuages/Sogno d'a/Richard Wagner - Brendel, 1991 Philips
- Liszt, Fant. y fuga s. BACH/Harm. poétiques et rel./Weinen, Klagen - Brendel, Philips
- Mozart, Conc. p. n. 9, 22, 25 - Brendel/Marriner/ASMF, 1974/1981 Philips
- Mozart, Conc. p. n.19-21, 23, 24 - Brendel/Marriner/ASMF, Philips
- Mozart, Piano favourites - Brendel, 1971/1991 Philips
- Mozart, Conc. p. n. 27 K 595 - Academy of St. Martin-in-the-Fields dir. N.Marriner, 1972 Philips
- Mozart, Conc. p. n. 15 K 450 - Academy of St. Martin-in-the-Fields dir. N.Marriner, 1982 Philips
- Mozart, Conc. p. n. 20, 24 - Brendel/Marriner/ASMF, 1973 Philips
- Mozart, Son. p./Variaciones/Fantasie - Brendel, 1975/2008 Decca
- Mozart Schubert, Cuart. p. n. 2/Quint. p. - Brendel/Zehetmair/Duven, 1994 Philips
- Schubert, Impromtus op. 90, 142 - Brendel, 1988 Decca
- Schubert, Impromtus op. 90, 142/Momentos - Brendel, 1971/1974 Philips
- Schubert, Música para piano solo - Brendel, 1987/1988 Decca
- Schubert, Son. p. D.958-960/Piezas p. - Brendel, 1971/1974 Philips
- Schubert, Son. p. D.960/Fant. D.760 - Brendel, 1988 Philips
- Schumann Weber, Conc. p./Konzertstück - Brendel/Abbado/LSO, 1979 Philips
- Brendel, A birthday tribute (Brahms/Mozart/Beethoven/Schubert) - 80.º cumpleaños, 2010 Decca
- Brendel, Beethoven/Schumann/Schubert - Rattle/Abbado/Cleveland Quint., 1977/1998 Decca
- Brendel, Concerto recordings - Marriner/Rattle/Abbado/Haitink, 1970/1998 Decca
- Brendel, Conciertos de despedida (2008, Hannover e Vienna, live) - Mackerras/WPO, 2009 Decca
- Brendel, Live and radio BBC performances 1968-2001 - Chopin/Beethoven/Mendelssohn, Philips
- Brendel, The 2008 Farewell Tour - Special release, 1972/2002 Decca
- Brendel, Los Grandes Pianistas del Siglo XX. Volúmenes 12, 13 y 14. Philips[7]
- Brendel, Todas las grabaciones Philips y Decca - Edición limitada, 2016 Decca